# Vauvillers (Haute-Saône)
Pour les articles homonymes, voir Vauvillers.
Vauvillers est une commune française située dans le département de la Haute-Saône, la région culturelle et historique de Franche-Comté et la région administrative Bourgogne-Franche-Comté. Elle bénéficie du label de Cité de Caractère de Bourgogne-Franche-Comté. Vauvillers a plusieurs petits commerces.

## Géographie

### Climat
Pour des articles plus généraux, voir Climat de la Bourgogne-Franche-Comté et Climat de la Haute-Saône.
En 2010, le climat de la commune est de type climat des marges montargnardes, selon une étude du Centre national de la recherche scientifique s'appuyant sur une série de données couvrant la période 1971-2000. En 2020, Météo-France publie une typologie des climats de la France métropolitaine dans laquelle la commune est exposée à un climat semi-continental et est dans la région climatique  Lorraine, plateau de Langres, Morvan, caractérisée par un hiver rude (1,5 °C), des vents modérés et des brouillards fréquents en automne et hiver. 
Pour la période 1971-2000, la température annuelle moyenne est de 9,9 °C, avec une amplitude thermique annuelle de 17 °C. Le cumul annuel moyen de précipitations est de 970 mm, avec 12,7 jours de précipitations en janvier et 9,7 jours en juillet. Pour la période 1991-2020, la température moyenne annuelle observée sur la station météorologique de Météo-France la plus proche, « Venisey », sur la commune de Venisey à 13 km à vol d'oiseau, est de 11,0 °C et le cumul annuel moyen de précipitations est de 850,7 mm. 
La température maximale relevée sur cette station est de 39,7 °C, atteinte le 25 juillet 2019 ; la température minimale est de −17,4 °C, atteinte le 30 décembre 2005,,. 
Les paramètres climatiques de la commune ont été estimés pour le milieu du siècle (2041-2070) selon différents scénarios d'émission de gaz à effet de serre à partir des nouvelles projections climatiques de référence DRIAS-2020. Ils sont consultables sur un site dédié publié par Météo-France en novembre 2022.

## Urbanisme

### Typologie
Au 1er janvier 2024, Vauvillers est catégorisée commune rurale à habitat dispersé, selon la nouvelle grille communale de densité à sept niveaux définie par l'Insee en 2022.
Elle est située hors unité urbaine et hors attraction des villes,.

### Occupation des sols
L'occupation des sols de la commune, telle qu'elle ressort de la base de données européenne d’occupation biophysique des sols Corine Land Cover (CLC), est marquée par l'importance des territoires agricoles (57,9 % en 2018), une proportion sensiblement équivalente à celle de 1990 (58,1 %). La répartition détaillée en 2018 est la suivante : 
prairies (38,2 %), forêts (31,5 %), terres arables (10,9 %), zones agricoles hétérogènes (8,8 %), zones urbanisées (6,6 %), milieux à végétation arbustive et/ou herbacée (4 %). L'évolution de l’occupation des sols de la commune et de ses infrastructures peut être observée sur les différentes représentations cartographiques du territoire : la carte de Cassini (XVIIIe siècle), la carte d'état-major (1820-1866) et les cartes ou photos aériennes de l'IGN pour la période actuelle (1950 à aujourd'hui).

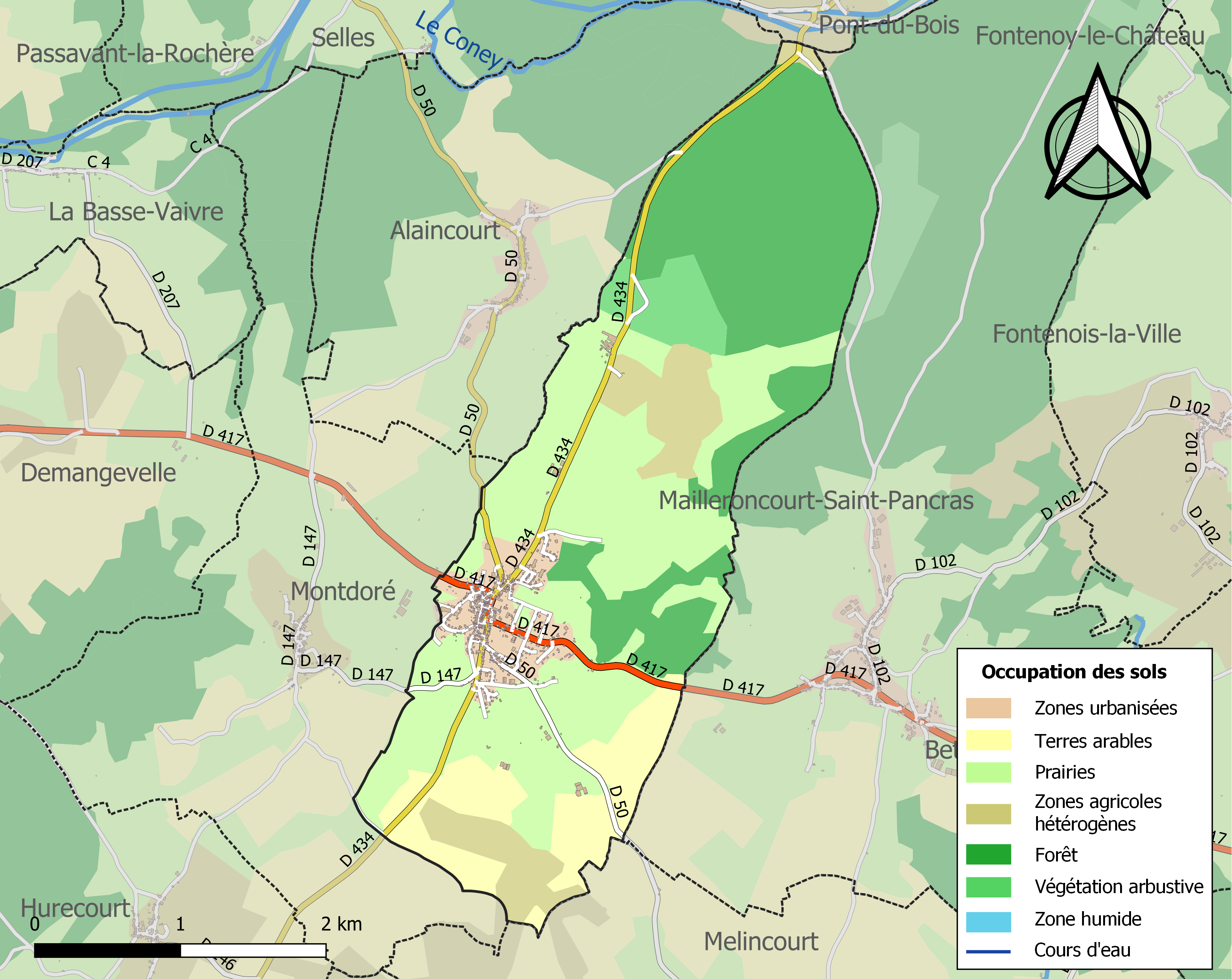
Carte des infrastructures et de l'occupation des sols de la commune en 2018 (CLC).

## Histoire
Fief en chef[C'est-à-dire ?] de la maison de Clermont-Tonnerre[réf. nécessaire]
Vauvillers était une terre de surséance disputée entre le Comté de Bourgogne et le Duché de Lorraine.

## Héraldique
|  | Les armes de la commune se blasonnent ainsi : coupé : au 1) d’azur semé de billettes d’or, au lion de même brochant issant de la partition ; au 2) de gueules aux deux clés d’argent passées en sautoir. |

## Politique et administration

### Rattachements administratifs et électoraux
La commune fait partie de l'arrondissement de Lure du département de la Haute-Saône, en région Bourgogne-Franche-Comté. Pour l'élection des députés, elle dépend de la première circonscription de la Haute-Saône.
Vauvillers était depuis 1801 le chef-lieu du canton de Vauvillers. Dans le cadre du redécoupage cantonal de 2014 en France, la commune est rattachée au canton de Jussey.

### Intercommunalité
Vauvillers était membre de la communauté de communes Saône et Coney, créée le 26 décembre 2002.
Dans le cadre du schéma départemental de coopération intercommunale approuvé en décembre 2011 par le préfet de Haute-Saône, et qui prévoit notamment la fusion de cette intercommunalité, de la communauté de communes Saône et Coney et de la communauté de communes du val de Semouse, la commune est membre depuis le 1er janvier 2014 de la communauté de communes de la Haute Comté.

### Politique municipale
À la suite de désaccords entre certains élus et le maire élu en 2014, Rosaire Coppola, trois d'entre eux, dont les deux maires-adjoints démissionnent en juillet 2016, portant à 7 le nombre d'élus démissionnaires depuis le début du mandat. Des  élections municipales complémentaires sont organisées le 25 septembre 2016,.

### Liste des maires
| Période                                  | Période                   | Identité        | Étiquette | Qualité                                                                        |
| ---------------------------------------- | ------------------------- | --------------- | --------- | ------------------------------------------------------------------------------ |
| Les données manquantes sont à compléter. |                           |                 |           |                                                                                |
|                                          | mars 1979                 | André Giberton  | DVD       |                                                                                |
| mars 1979                                | mars 2001                 | Gaston Prévost  | DVG       |                                                                                |
| mars 2001                                | mars 2008                 | Denis Rouyer    | DVD       |                                                                                |
| 2008                                     | 2014                      | Michel Eble     | DVD       | Assureur                                                                       |
| avril 2014,                              | mai 2020                  | Rosaire Coppola |           | Chef d'entreprise retraité Vice-président de la CC de la Haute Comté (2014 → ) |
| mai 2020                                 | En cours (au 2 juin 2020) | Bruno Machard   |           |                                                                                |

## Démographie
L'évolution du nombre d'habitants est connue à travers les recensements de la population effectués dans la commune depuis 1793. Pour les communes de moins de 10 000 habitants, une enquête de recensement portant sur toute la population est réalisée tous les cinq ans, les populations de référence des années intermédiaires étant quant à elles estimées par interpolation ou extrapolation. Pour la commune, le premier recensement exhaustif entrant dans le cadre du nouveau dispositif a été réalisé en 2004.

En 2022, la commune comptait 611 habitants, en évolution de −9,62 % par rapport à 2016 (Haute-Saône : −1,4 %, France hors Mayotte : +2,11 %).
| 1793  | 1800  | 1806  | 1821  | 1831  | 1836  | 1841  | 1846  | 1851  |
| ----- | ----- | ----- | ----- | ----- | ----- | ----- | ----- | ----- |
| 1 007 | 1 020 | 1 010 | 1 031 | 1 217 | 1 264 | 1 246 | 1 262 | 1 294 |

| 1856  | 1861  | 1866  | 1872  | 1876  | 1881  | 1886  | 1891  | 1896  |
| ----- | ----- | ----- | ----- | ----- | ----- | ----- | ----- | ----- |
| 1 180 | 1 310 | 1 417 | 1 204 | 1 249 | 1 186 | 1 227 | 1 126 | 1 064 |

| 1901  | 1906  | 1911  | 1921 | 1926 | 1931 | 1936 | 1946 | 1954 |
| ----- | ----- | ----- | ---- | ---- | ---- | ---- | ---- | ---- |
| 1 135 | 1 086 | 1 072 | 840  | 794  | 783  | 750  | 668  | 675  |

| 1962 | 1968 | 1975 | 1982 | 1990 | 1999 | 2004 | 2006 | 2009 |
| ---- | ---- | ---- | ---- | ---- | ---- | ---- | ---- | ---- |
| 723  | 672  | 724  | 761  | 752  | 801  | 721  | 697  | 685  |

| 2014 | 2019 | 2022 | - | - | - | - | - | - |
| ---- | ---- | ---- | - | - | - | - | - | - |
| 672  | 625  | 611  | - | - | - | - | - | - |

## Monuments et bâtiments historiques

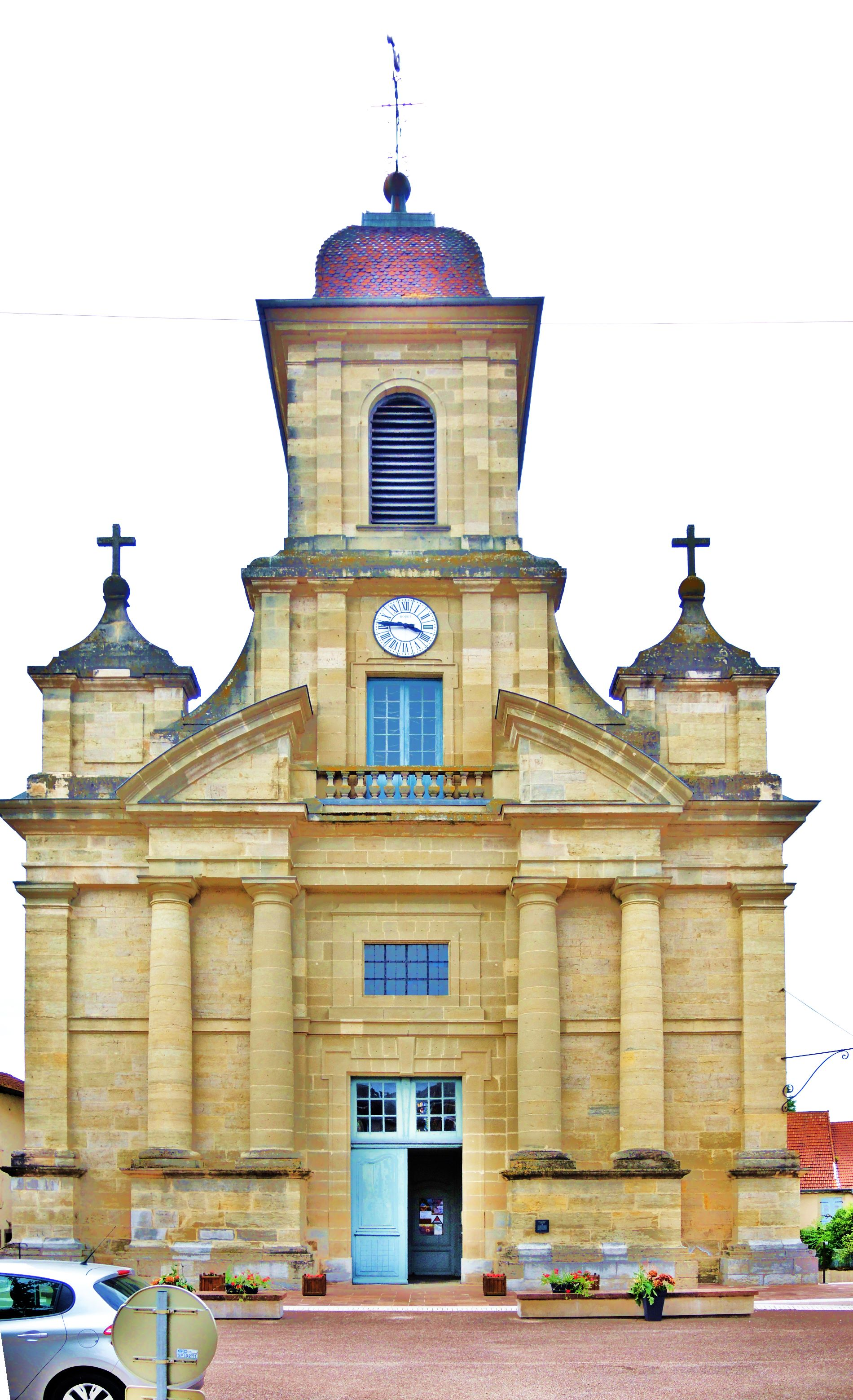
Église de la Nativité de Notre-Dame

Noter une stèle funéraire de Marc de Vienne, 
- Testament du 30 décembre 1597, cité par Anselme : "A sa mort, comme l'église de Vauvillers est en travaux, il ne peut y être enterré. Il est donc inhumé à Châteauvieux. Son cœur fut placé dans un écrin métallique puis scellé dans un écrin de pierre et déposé à Vauvillers. Il reste la pierre de face, haute de 55 cm, large de 30 cm et épaisse de 22 cm dans l'église de Vauvillers 
avec 8 blasons et les noms de chaque famille de ses ancêtres : 
RAGNIER, ANGLURE, DINTEVILLE, GERESME, VIENNE, CHÂTELET, LA GUICHE et LENONCOURT. Sur le côté droit : "cit gist le cœur de Hault et puissant seigneur messire Marc de Vienne vivant seigneur de Vauvillers et de Demangevelle en partie Clervans Chateauvieux où il est mort et inhumé le 1598 IBT. Ce reliquaire est déposé dans l'église de Vauvillers, près de l'autel de Sainte Catherine."
Le bourg de Vauvillers est assez riche en vieilles pierres :
- maison dite du cardinal Sommier à la belle façade de style renaissance
- Château de Vauvillers construit au XVIIIe siècle par Gaspard de Clermont-Tonnerre, couvert de tuiles vernissées multicolores.
- Église de la Nativité de Notre-Dame de Vauvillers du XVIIe siècle
- Grande fontaine de Vauvillers
- Halles de Vauvillers du XVIe siècle à la charpente massive.
- Presbytère de Vauvillers

## Personnalités liées à la commune
- La famille de Gaulle est originaire de Vauvillers où ses premiers ancêtres connus étaient vignerons et marchands.
- Jean-Claude Sommier, prélat, Grand-prévôt de Saint-Dié et Archevêque de Césarée, y est né en 1661.
- Claude François Duchanoy, médecin né à Vauvillers le 16 mai 1742.
- Étienne Ambroise Berthellemy (1764-1841), (dit Berthelmy) Ingénieur des Ponts et Chaussées et Général de Brigade, né à Vauvillers et décédé à Paris.
- Louis François Marcot, (1845-1914) Général français né à Vauvillers.
- Guy Lassalette, footballeur professionnel né à Vauvillers le 14 juin 1944.
- Albert Mauguière, homme politique, ancien maire de Vauvillers
- Jules Hayaux, professeur et homme politique
- Robert Laurent (1907-1958), résistant français, Compagnon de la Libération, né à Vauvillers.